# Испанско Мароко
Испанско Мароко (официално: Испански протекторат в Мароко; на арабски: الاحتلال الاسباني للمغرب‎; на испански: Protectorado español de Marruecos) е територия от днешно Мароко, попаднала под колониалната власт на Испания, установена от Договора във Фес и приключила през 1956 г., когато Испания и Франция признават независимо Кралство Мароко.

## Граници
Териториите на Испанско Мароко включват Северно Мароко – териториите между Сеута и Мелиля, ивицата Тарфая и територията Ифни. Столицата на Испанско Мароко е град Тетуан. Останалата част от Мароко е под контрола на Франция.

## Испански претенции
Сеута е вече испанска територия преди установяването на протектората. Тя е преминала в испански ръце преди два века от португалците. Мелиля също е испанско владение от 1497 г. Тези владения карат Испания да предявява непрестанни претенции и към останалите територии от региона.
Северната част на Мароко е предадена на Испания едва след Танжерската криза от 1905 г.
В региона има и християнско присъствие от 15. век, когато след Реконкистата, освен множество евреи, идват покръстени араби.
През 19 век испанската кралица Изабела II Испанска насърчава благородниците от Южна Испания да насърчават изселването на бедняци в испанските територии в Северна Африка.

## Протекторатът
Основата на протекторатната система в Испанско Мароко е поставена по времето на Втората Испанска република. Основните институции на арабите обаче са запазени.
Евреите в Испанско Мароко са притежатели на основните икономически ресурси. Съществува негласно разделение между християни, мюсюлмани и евреи.
Интересен е фактът, че в Испанско Мароко свободите на отделните личности били по-добре застъпени, отколкото в Испания по времето на Франсиско Франко. В страната съществували политически партии.

## Възвръщане
През 1956 г. Френско Мароко придобива независимост. Испания последва примера на Франция и предава към независимата държава всички земи на Испанско Мароко, като запазва владение само на Сеута и Мелиля, ивицата Тарая и територията Ифни.
Кралство Мароко възстановя властта си над тези територии, като отправя претенции към Испанска Сахара, която е отделно владение от Испанско Мароко. Това е призив на мароканския владетел към Велико Мароко.
През 1958 г. Испания предава Тарая на Мароко, а Ифни през 1969 г. Испания запазва владение над Сеута и Мелиля.